# یواس‌اس وایپر (۱۸۱۴)
یواس‌اس وایپر (۱۸۱۴) (به انگلیسی: USS Viper (1814)) یک کشتی بود که طول آن ۷۵ فوت (۲۳ متر) بود. این کشتی در سال ۱۸۱۴ ساخته شد.